# Liste der Regierungsvorsitzenden von Xinjiang
Dies ist die Liste der Regierungsvorsitzenden des Autonomen Gebiets Xinjiang.
| Name                  | Amtszeit  |
| --------------------- | --------- |
| Abdul’ahat Abdulrixit | 1993–2003 |
| Ismail Tiliwaldi      | 2003–2007 |
| Nur Bekri             | 2007–2014 |
| Xɵⱨrət Zakir          | 2015–     |